# Prospalta canorufa
Prospalta canorufa là một loài bướm đêm trong họ Noctuidae.